# Pachylicus acutus
Pachylicus acutus is een hooiwagen uit de familie Zalmoxioidae.